# Rândunică cu gușă roșie
Rândunica cu gușă roșie (Hirundo lucida) este o specie de pasăre din familia Hirundinidae. Este o rândunică mică, nemigratoare care se găsește în Africa de Vest, Bazinul Congo și Etiopia. Are o coadă lungă, adânc bifurcată și aripi curbate și ascuțite.
Anterior a fost considerată o subspecie a rândunicii de hambar cu care seamănă foarte mult. Cu toate acestea, rândunica cu gușă roșie adultă diferă prin faptul că este puțin mai mică decât ruda sa migratoare, pe lângă faptul că are la piept o bandă albastră îngustă și coada mai scurtă. Puii sunt mai comparabili cu puii rândunicii de hambar.